# 南博山镇
南博山镇是中国山东省淄博市博山区下辖的一个镇。

## 行政区划
南博山镇下辖上结村、下结村、马家沟村、上庄村、五老峪村、杨峪村、东瓦峪村、西瓦峪村、下庄村、郑家庄村、王家庄村、井峪村、南东村、南中村、南西村、张家台村、尹家峪村、青杨杭村、刘家台村、北邢村、中邢村、南邢村、下瓦泉村、中瓦泉村、上瓦泉村、山东圣世达有限责任公司类似居委会。